# Evil getal
Een evil getal is een niet-negatief geheel getal waarvan de binaire schrijfwijze (representatie) een even aantal enen heeft.
Voorbeelden
- De machten van {\displaystyle 2} plus {\displaystyle 1}:

{\displaystyle {{(3)}_{10}}={{(11)}_{2}},\ {{(5)}_{10}}={{(101)}_{2}},\ {{(9)}_{10}}={{(1001)}_{2}},\ {{(17)}_{10}}={{(10001)}_{2}},\ ...}
- En ook:

{\displaystyle {{(0)}_{10}}={{(0)}_{2}},\ {{(3)}_{10}}={{(11)}_{2}},\ {{(5)}_{10}}={{(101)}_{2}},\ {{(9)}_{10}}={{(1001)}_{2}},\ {{(17)}_{10}}={{(10001)}_{2}},\ {{(18)}_{10}}={{(10010)}_{2}}}
De eerste twintig evil getallen zijn:
{\displaystyle 0,3,5,6,9,10,12,15,17,18,20,23,24,27,29,30,33,34,36,39}
De natuurlijke getallen die geen evil getal zijn, heten odious getallen. Van die getallen heeft de binaire schrijfwijze een oneven aantal enen.

## Eigenschappen
- De evil getallen geven, met index {\displaystyle \geq 0}, de positie van de nullen aan in de rij van Thue-Morse, die bestaat uit nullen en enen.

Deze rij begint, met de index {\displaystyle t_{0}=0} en {\displaystyle t_{1}=1}, als volgt:
{\displaystyle 0,1,1,0,1,0,0,1,1,0,0,1,0,1,1,0,1,0,0,1,0,1,1,0,0,1,1,0,1,0,0,1,...}
De indexen van de nullen in deze rij zijn inderdaad: {\displaystyle 0,3,5,6,9,...}
- De evil en odious getallen gedragen zich onder de ‘nim-optelling’, ⨁, zoals de even en oneven getallen onder de ‘gewone’ optelling. Dus:[4]

• evil ⨁ evil = evil
• odious ⨁ oddious = evil
• evil ⨁ odious = odious ⨁ evil = odious

## Etymologie
John Conway gebruikt in Winning Ways de woorden ‘evil numbers’ en ‘odious numbers’ voor getallen met een even c.q. oneven aantal enen in de binaire representatie.

De begrippen ‘evil’ en ‘odious’ zijn, in dit verband, afgeleid van het Engelse ‘even’ (= Ned. even) en ‘odd’ (= Ned. oneven).
Net als in het Engels zijn de bijvoeglijke naamwoorden bij gebruik in het Nederlands onveranderlijk.